# Sociale berkenmineermot
De sociale berkenmineermot (Stigmella betulicola) is een vlinder uit de familie dwergmineermotten (Nepticulidae). De wetenschappelijke naam is voor het eerst geldig gepubliceerd in 1856 door Stainton.
De soort komt voor in Europa.